# Hemiptarsenus varicornis
Hemiptarsenus varicornis är en stekelart som först beskrevs av Girault 1913.  Hemiptarsenus varicornis ingår i släktet Hemiptarsenus och familjen finglanssteklar. Inga underarter finns listade i Catalogue of Life.